# Moulin à vent de Caunes
Le moulin à vent de Caunes est un moulin situé aux Cassés, en France.

## Localisation
Le moulin est situé sur la commune des Cassés, dans le département français de l'Aude.

## Historique
L'édifice est inscrit au titre des monuments historiques en 1961.